# 국립동해검역소
국립동해검역소(國立東海檢疫所, Donghae National Quarantine Station)는 질병관리청 산하 수도권질병대응센터의 소속기관이다. 1980년 7월 3일 발족하였으며, 강원특별자치도 동해시 한섬로 133-5에 위치하고 있다. 소장은 기술서기관으로 보한다.

## 연혁
- 1949년 12월 10일: 보건부 소속으로 묵호해양검역소 설치.
- 1955년 2월 17일: 보건사회부 소속으로 변경.
- 1960년 8월 12일: 국립묵호해양검역소로 개편.
- 1966년 1월 7일: 국립묵호검역소로 개편.
- 1975년 11월 24일: 속초지소 개소.
- 1980년 7월 3일: 국립동해검역소로 개편.
- 1980년 9월 19일: 속초지소 폐지. 묵호지소 개소.
- 1994년 12월 23일: 보건복지부 소속으로 변경.
- 2000년 6월 7일: 묵호지소 폐지. 속초지소 개소.
- 2005년 1월 5일: 고성지소 개소.
- 2008년 2월 29일: 보건복지가족부 소속으로 변경.
- 2010년 3월 19일: 보건복지부 소속으로 변경.
- 2020년 9월 12일: 질병관리청 산하 수도권질병대응센터 소속으로 변경

## 소속기관
- 속초지소
- 고성지소

## 검역항
- 본부 관할: 동해·묵호항, 호산항, 삼척항, 옥계항
- 속초지소 관할: 속초항, 양양국제공항
- 고성지소 관할: 동해선철도 남북출입사무소

## 사건·사고 및 논란

### 선박 검역 절차 위반
2009년 7월 6일 보건복지가족부가 국회 보건복지가족위원회 한나라당 임두성 의원에게 제출한 ‘국립검역소 정기종합감사’자료에 따르면 전국 12개 선박 검역소 가운데 마산과 동해, 제주, 여수 등 4곳이 정해진 검역 절차를 지키지 않았다. 검역법 제6조는 전염병 및 오염 우려 지역에서 온 운송수단은 긴급환자, 기상악화 등 부득이한 경우를 제외하고는 해상 등 지정된 검역장소에 대기시킨 상태에서 조사해야 하지만 이들 검역소는 편의에 따라 부두나 항내 등으로 배를 들여놓은 뒤 검역을 실시한 것이다. 특히 동해검역소 속초지소는 같은 기간 진행한 1491건의 선박 검역 모두를 지정장소가 아닌 부두로 들여 검역한 것으로 나타났다.

### 바다 추락 선원 구조
2011년 12월 30일 국립동해검역소에 근무하는 검역관 2명은 오전 9시37분경 강릉시 옥계항에 입항한 러시아 국적 화물선(FESCO ALEXANDROV)에 대한 검역업무를 수행하던 중 바다에 빠진 선원을 발견하고 구조작업을 펼쳤다.